# 別山 (両白山地)
別山（べっさん）は、石川県白山市と岐阜県大野郡白川村及び高山市にまたがる白山国立公園内両白山地にある標高2,399 mの山である。山頂には二等三角点があり、北側に白山を望むことができる。山頂のすぐ西には別山神社がある。

## 概要
古来より、白山は信仰の山として登られ、岐阜県側からの美濃禅定道がここを通過している。山頂からは銅製の経筒と法華経の朱書などが出土している。白山から南に少し離れたところにあることが山名の由来で、「べっさん」と呼ばれている。別山の南の別山平と呼ばれる平坦な場所には、御手洗池（みたらしいけ）がある。ここには、別山室跡と加宝王子社跡。別山室は、白山登拝者の宿泊施設となっていた。

## 環境
両白山地の主峰の白山は、火山活動によりできた火成岩であるが、別山は隆起による水成岩である。別山の南面は、大平壁と呼ばれる岩壁となっている。山頂付近は、森林限界のハイマツ帯である。初夏には、ハクサンイチゲ、シナノキンバイなどの高山植物が見られる。別山平周辺ではハクサンコザクラ、ニッコウキスゲ、タカネザクラなどの花が見られる。周辺は豪雪地帯であり、1年の半分以上が雪に覆われる。

## 登山

### 登山ルート
- 北側の白山からの縦走路。途中の南竜ヶ馬場の南竜山荘には、白山の登山道上で唯一のキャンプ指定地がある。
- 福井県大野市の上小池からのルートは、よく利用される最短ルート。
- 石徹白の大杉の下の登山口からの美濃禅定道のルートは、アップダウンが多く健脚向きのコース。
- 西側の石川県白山市の市ノ瀬からのチブリ尾根のルートは、標高差が大きい、健脚向きのコース。

### 周辺の山小屋
南竜山荘には、白山の登山道上唯一のキャンプ指定地がある。その他の山小屋は、無人の避難小屋である。
| 名称               | 所在地                   | 標高 (m) | 別山からの 方角と距離(km) | 収容 人数 | 備考                          |
| ------------------ | ------------------------ | -------- | ------------------------- | --------- | ----------------------------- |
| 南竜山荘           | 南竜ヶ馬場               | 2,080    | 北 3.4                    | 150       | キャンプ指定地、テント100張り |
| チブリ尾根避難小屋 | 別山市ノ瀬道             | 1,900    | 北西 1.5                  | 20        |                               |
| 別山石室           | 御舎利山と別山との鞍部   | 2,360    | 北 0.3                    |           | 緊急避難用                    |
| 三ノ峰避難小屋     | 石徹白道の三ノ峰の南方   | 2,080    | 南 2.3                    | 20        |                               |
| 神鳩ノ宮避難小屋   | 石徹白道の銚子ヶ峰の南東 | 1,560    | 南 5.9                    | 15        | 東側下部に流水                |

## 地理

### 周辺の主な山

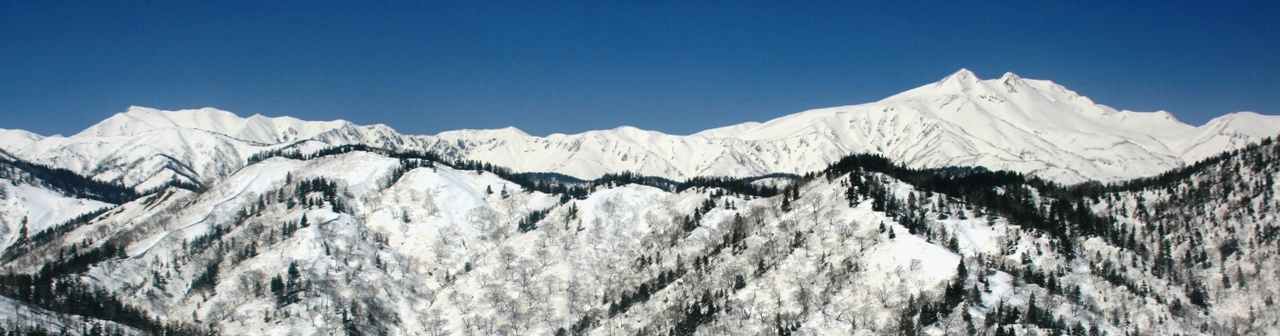
日照岳から望む別山と白山

別山のすぐ北には、御舎利山（おしゃりやま）があり、その西側にチブリ尾根が伸びている。東側の尾根には、南白山があり、日照岳方面の御母衣湖まで東に尾根が伸びている。
| 山容                                                          | 山名     | 標高 (m) | 三角点等級 基準点名 | 別山からの 方角と距離 (km) | 備考         |
| ------------------------------------------------------------- | -------- | -------- | ------------------- | -------------------------- | ------------ |
| 別山の北隣のピークである御舎利山から望む白山（2004年6月13日） | 白山     | 2,702.14 | 一等 「白山」       | 北 5.6                     | 日本百名山   |
| 奥三方岳から望む別山と白水湖（2008年5月27日）                 | 別山     | 2,399.31 | 二等 「別山」       | 0                          | 両白山地     |
| 別山から望む三ノ峰（2004年6月13日）                           | 三ノ峰   | 2,128    |                     | 南南西 2.1                 |              |
| 銚子ヶ峰方面から望む別山と南白山（2010年5月3日）              | 南白山   | 2,168.60 | 三等 「大峠」       | 東南東 2.2                 |              |
| 南東からの望む日照岳、左奥は別山（2009年4月7日）              | 日照岳   | 1,751.02 | 二等 「尾神岳」     | 東 11.6                    |              |
| 三ノ峰から望む鷲ヶ岳と大日ヶ岳（2004年6月13日）               | 大日ヶ岳 | 1,709.00 | 一等 「大日ケ岳」   | 南南東 13.3                | 日本二百名山 |

### 源流の河川
以下の源流となる河川は、日本海へ流れる。
- 大白川の別山谷、尾上郷谷（庄川の支流）
- 牛首川の別山谷と井谷（手取川の支流）

## 別山の風景
| 別山頂上と白山展望 | 別山神社 | 御手洗池からの別山 | 白山から望む別山 |